# Cephalotes goniodontes
Espèce
Synonymes
Cephalotes goniodontes est une espèce de fourmis arboricoles du genre Cephalotes.

## Distribution
Cette espèce se rencontre dans l'Ouest du Mexique et plus particulièrement dans les États de Nayarit et de Jalisco.

## Description
Comme les autres espèces du genre Cephalotes, elles sont caractérisées par l'existence de soldats spécialisés dotés d'une tête surdimensionnée et plate ainsi que des pattes plus plates et plus larges que leurs cousines terrestres. Elles peuvent ainsi se déplacer d'un arbre à un autre dans une forêt.

## Systématique
L'espèce Cephalotes goniodontes a été décrite initialement décrite en 1999 par l'entomologiste brésilienne Maria Lourdes de Andrade (d) sous le protonyme incorrect de Cephalotes goniodontus. Cette description a été faite une publication coécrite avec l'entomologiste italien Cesare Baroni Urbani (d).
Cephalotes goniodontes a pour synonyme non valide Cephalotes goniodontus.

## Étymologie
Son épithète spécifique, du grec ancien γωνία, gônía, « angle », et ὁδούς, odoús, « dent », fait référence à la forme du premier segment abdominal.

## Publication originale
- (en) Maria L. de Andrade et Cesare Baroni Urbani, « Diversity and adaptation in the ant genus Cephalotes, past and present (Hymenoptera, Formicidae) », Stuttgarter Beiträge zur Naturkunde (B), Musée d'histoire naturelle de Stuttgart, vol. 271,‎ 29 janvier 1999, p. 1-889 (ISSN 0341-0153, lire en ligne).